# Margarinotus remotus
Margarinotus remotus är en skalbaggsart som först beskrevs av J. L. Leconte 1859.  Margarinotus remotus ingår i släktet Margarinotus och familjen stumpbaggar. Inga underarter finns listade i Catalogue of Life.